# Cameri
Cameri – miejscowość i gmina we Włoszech, w regionie Piemont, w prowincji Novara.
Według danych na rok 2004 gminę zamieszkiwały 9674 osoby, 248,1 os./km².